# Phyllonorycter leucographella
Phyllonorycter leucographella (tên tiếng Anh: Firethorn Leaf Miner) là một loài loài bướm thuộc họ Gracillariidae. Đây là loài bản địa của phía Nam Âu (vùng Địa Trung Hải của Pháp, Tây Ban Nha, Hy Lạp, Albania, Nga (Crimea), Thổ Nhĩ Kỳ, và phía nam Ba Tư cũ)
Sải cánh từ 6 tới 8 mm.

## Hình ảnh

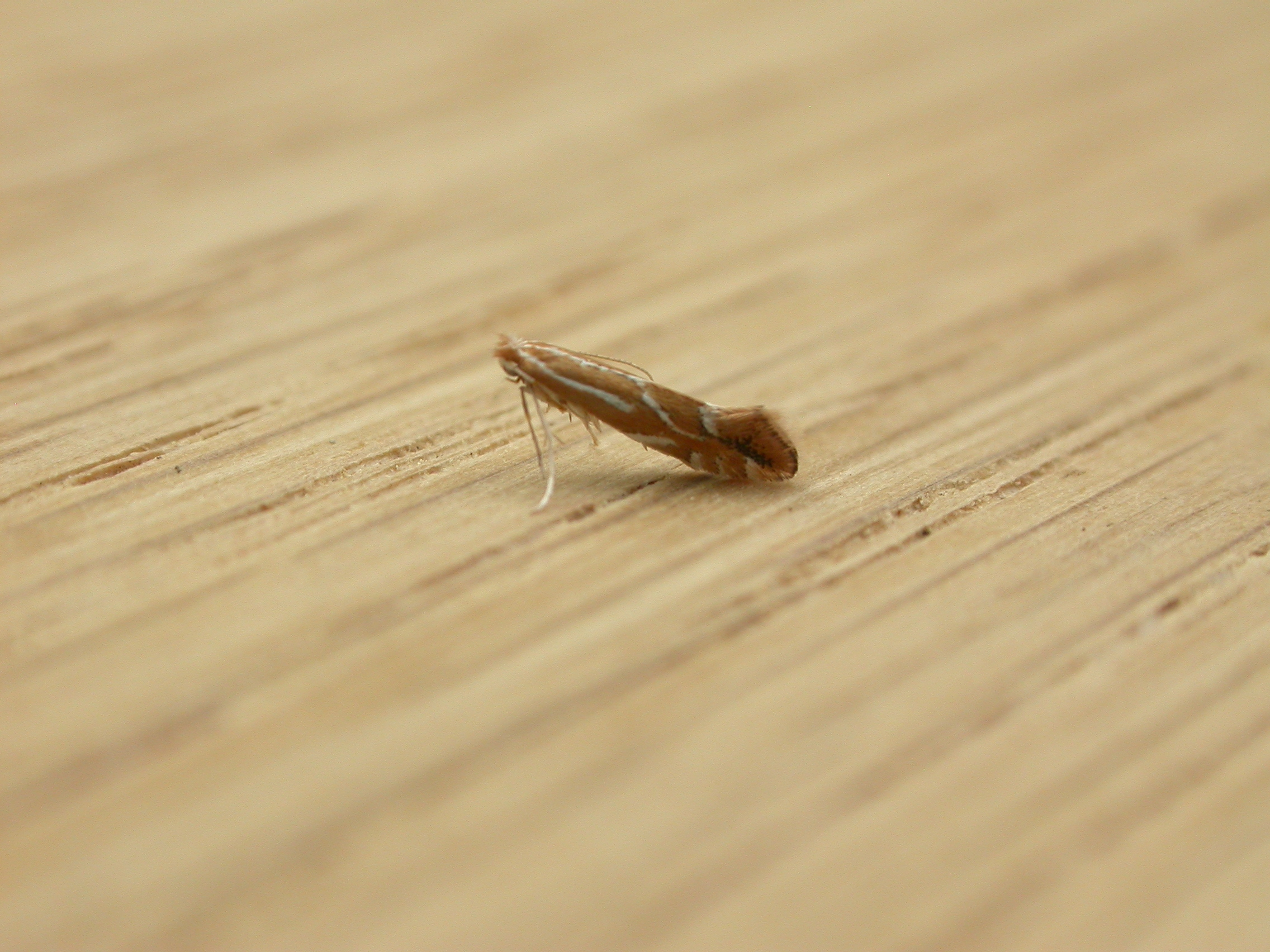
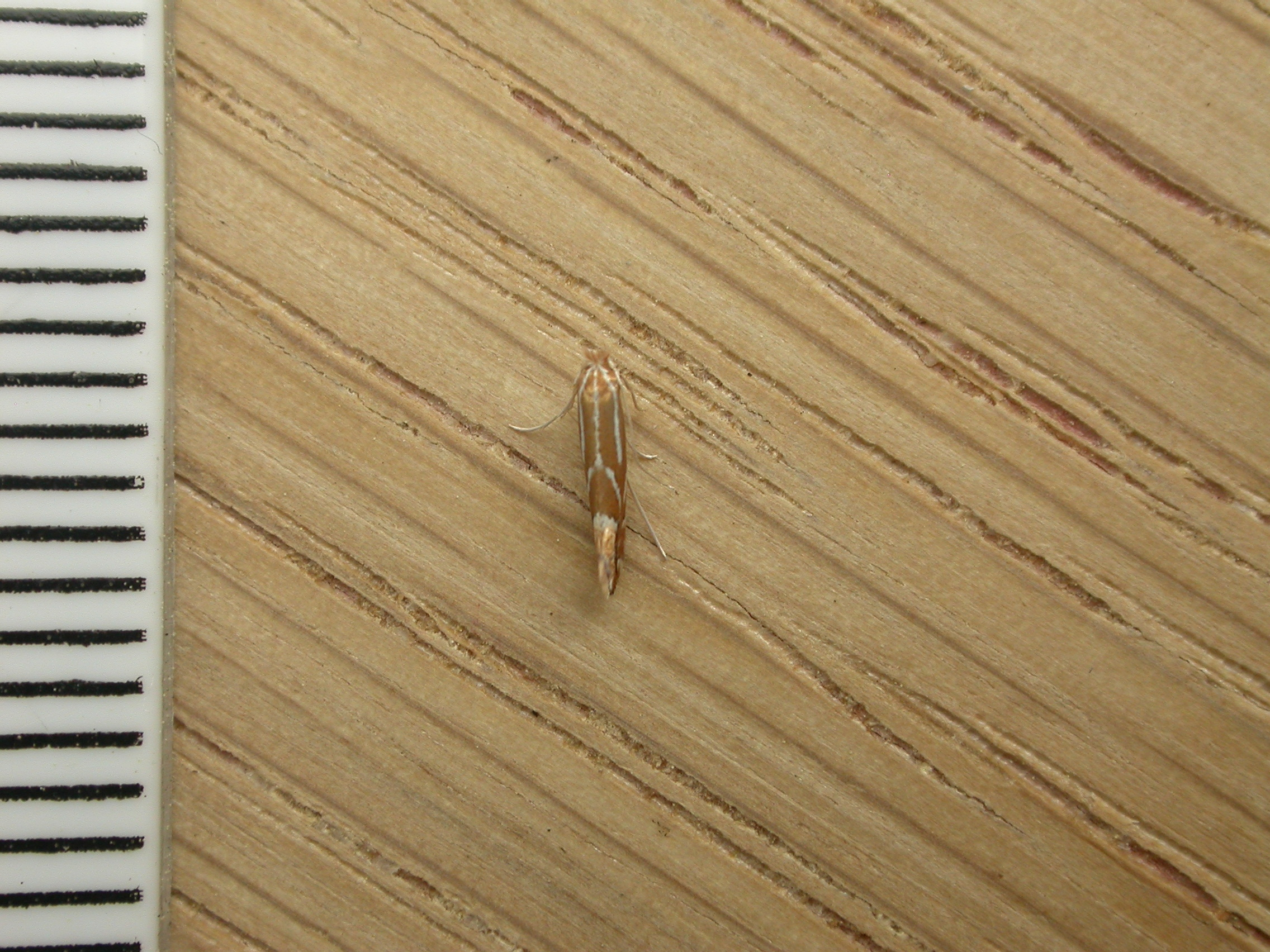
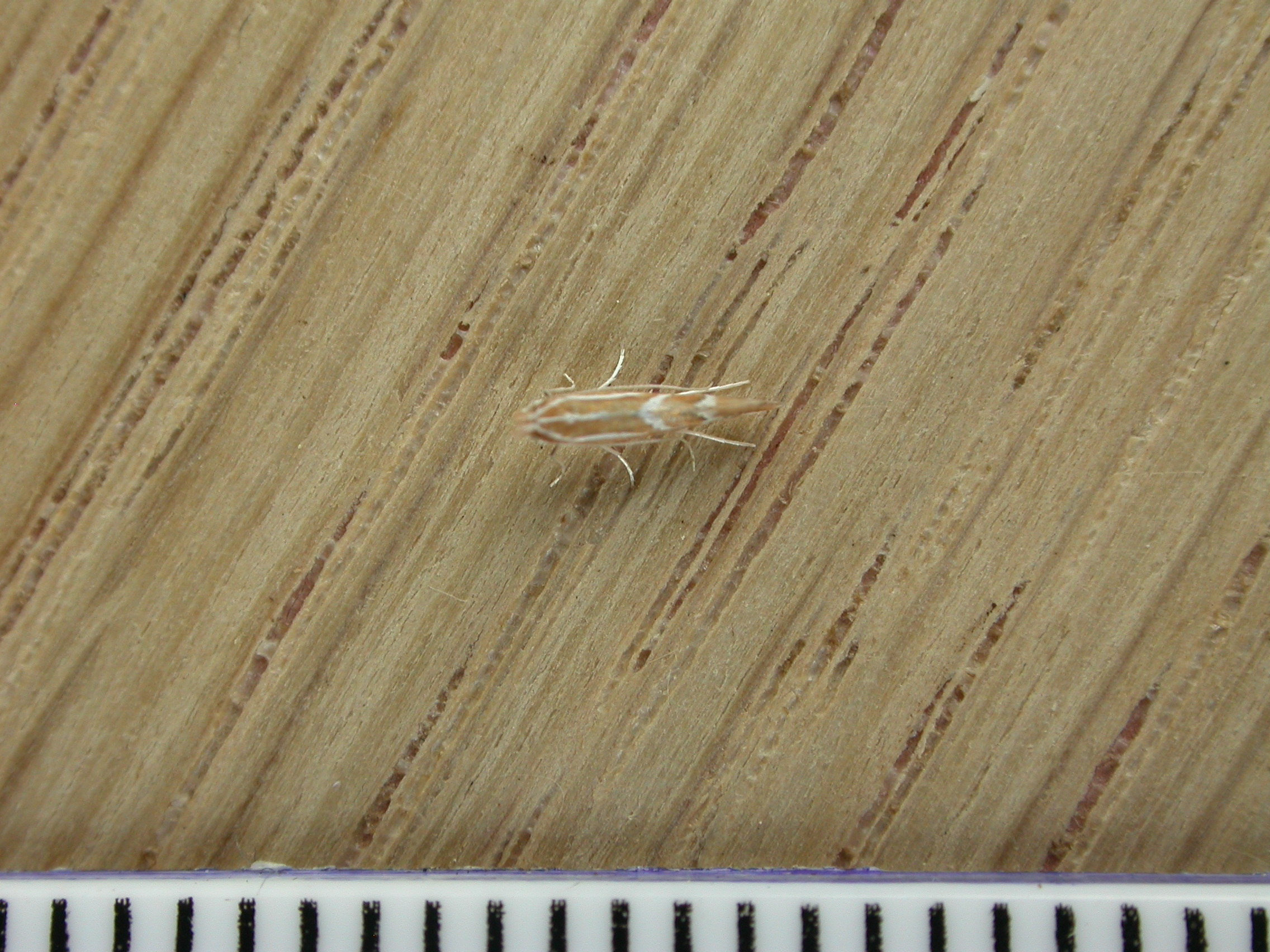
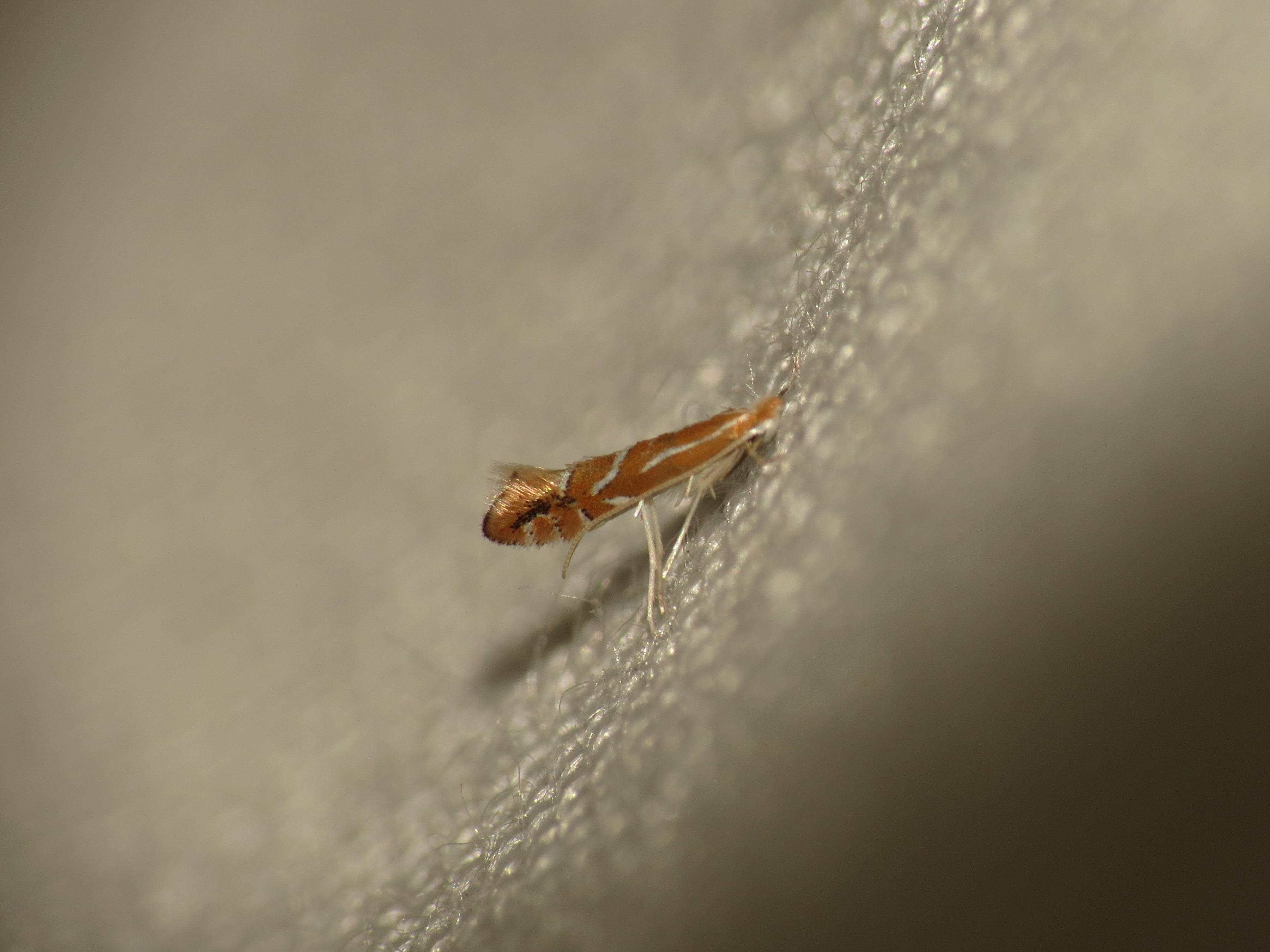